# Philipp Manning

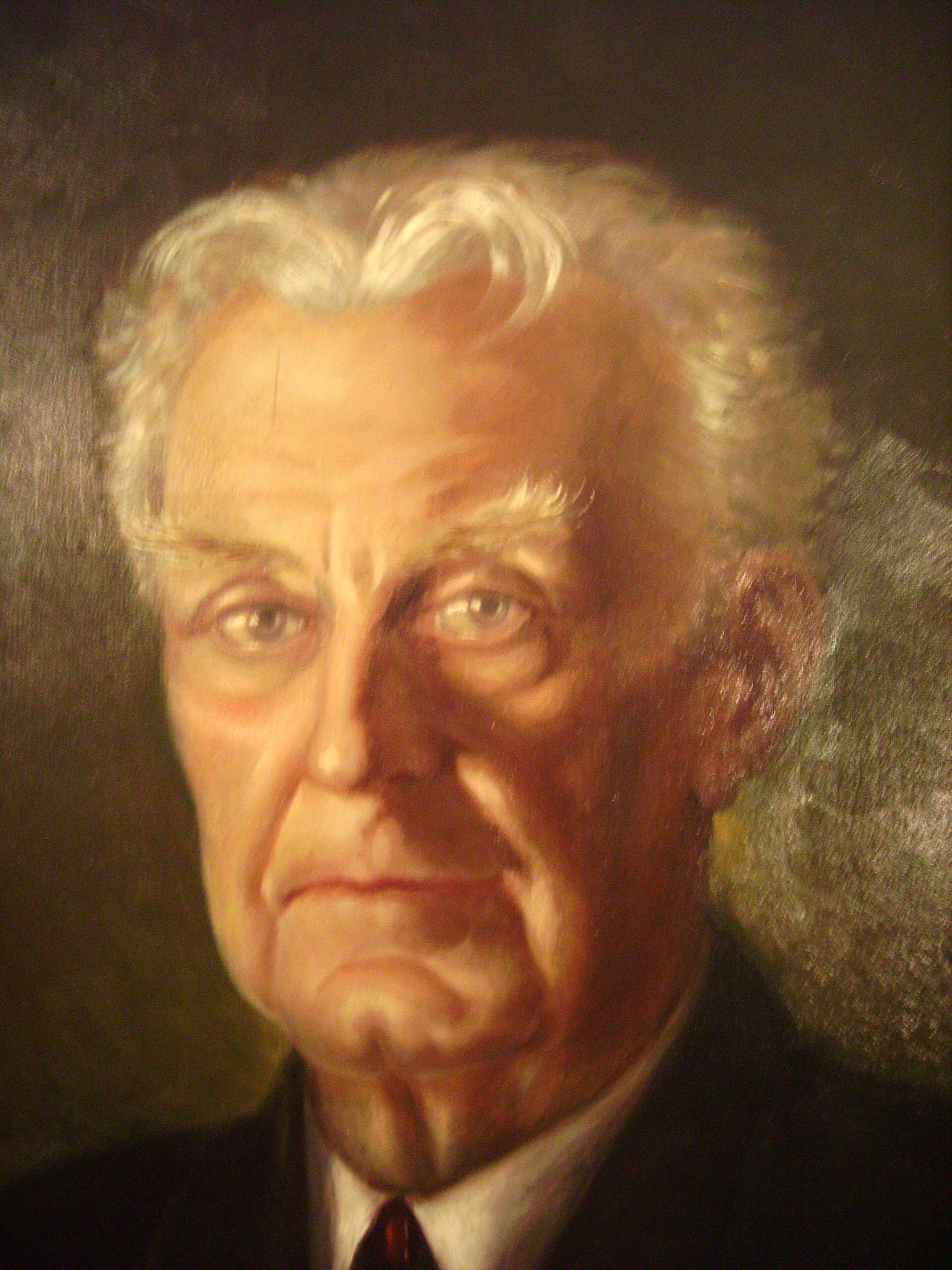
Philipp Manning.

Philipp Manning född 23 november 1869 i Lewisham England död 10 april 1951 i Baden, Tyskland, engelsk-tysk skådespelare.

## Filmografi i urval
- 1943 - Kollege kommt gleich
- 1936 - Der Müde Theodor
- 1930 – Väter und Söhne
- 1930 - Polizeispionin 77
- 1927 – Deutsche Frauen – Deutsche Treue
- 1926 - Herbstmanöver
- 1923 - Time Is Money
- 1921 - Zirkus des Lebens